# كارتيي
بلدية كارتيي (بالإسبانية: Cartelle) هي بلدية تقع في مقاطعة أورينسي التابعة لمنطقة غاليسيا شمال غرب إسبانيا.

## الديموغرافيا
بلغ عدد سكان بلدية كارتيي 3.299 نسمة عام 2011 (وفقاً للمعهد الوطني للإحصاء الإسباني).
| 4.073 | 3.981 | 3.773 | 3.552 | 3.487 | 3.387 | 3.299 |